# Arne Månsson

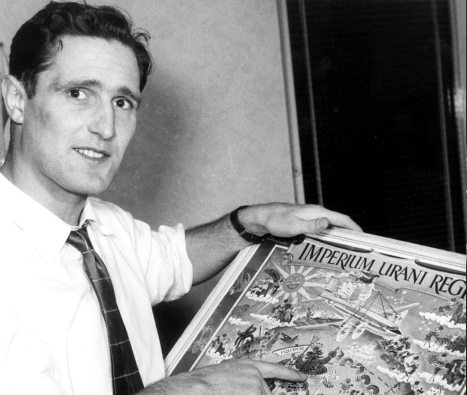
Arne Månsson

Arne Månsson (* 11. November 1925; † 11. Januar 2003) war ein schwedischer Fußballspieler. Der Abwehrspieler, der mit der schwedischen Nationalmannschaft an der Weltmeisterschaft 1950 teilnahm, gewann mit Malmö FF mehrfach den schwedischen Meistertitel.

## Werdegang
Månsson begann mit dem Fußballspielen bei Malmö Sport, schloss sich aber als 19-Jähriger 1944 dem Lokalrivalen Malmö FF an. In der Mannschaft um Kjell Rosén, Erik Nilsson, Börje Tapper und Helge Bengtsson, die mit der Mannschaft als amtierender Landesmeister in der Allsvenskan antrat, gehörte er zunächst zu den Ergänzungsspielern. Nach dem Abgang von Hans Malmström zu Helsingborgs IF beerbte er diesen und etablierte er sich in den folgenden Jahren als Stammkraft in der Verteidigung.
In den folgenden Jahren verhalf Månsson somit, dass Malmö FF regelmäßig im vorderen Bereich der Liga landete und um den Meistertitel mitspielte. Zunächst triumphierte er mit dem Klub in den Wettbewerben 1946 und 1947 im Landespokal, ehe er mit der mit Spielern wie Karl-Erik Palmér oder Stellan Nilsson verstärkten Mannschaft in der Spielzeit 1948/49 den Von-Rosens-Pokal für den schwedischen Meistertitel errang. Damit rückte er in das Blickfeld des Auswahlkomitee der schwedischen Nationalmannschaft und unter Trainer George Raynor debütierte er am 2. Oktober 1949 beim 8:1-Erfolg über Finnland – Egon Jönsson gelang an diesem Tag zwischen 7. und 17. Spielminute ein Hattrick – im Rahmen der Qualifikation zur Weltmeisterschaft 1950 in Brasilien im Nationaljersey.
Im folgenden Jahr verteidigte Månsson mit Malmö FF den Titel, indem sie im gesamten Saisonverlauf ohne Niederlage blieb und nur zwei Unentschieden zuließ. Nach Saisonende wurde er im Aufgebot der Nationalmannschaft für die Weltmeisterschaftsendrunde berücksichtigt, kam jedoch beim Erringen des dritten Platzes nicht zum Einsatz. Erneut gegen Finnland beim 1:0-Sieg am 24. September 1950 bestritt er nach dem Turnier seinen zweiten und letzten Länderspieleinsatz.
Im Anschluss an das Turnier setzte Månsson die Serie der Spiele ohne Niederlage fort und verlor erst am letzten Spieltag der Spielzeit 1950/51, als die Mannschaft bereits erneut als Meister feststand, gegen AIK. Die zwischen 1949 und 1951 aufgestellte Serie mit in 49 aufeinanderfolgenden Spielen ohne Niederlage ist bis heute (Stand: Oktober 2009) gültiger Rekord in Schweden. In der Spielzeit 1952/53 gelang mit Meisterschaft und Pokalsieg der Gewinn des Doubles.
1955 verließ Månsson Malmö FF und ging als Spielertrainer zu Trelleborgs FF. Später arbeitete er als Trainer bei Malmö BI, ehe er zu Malmö FF zurückkehrte, um sich in der Nachwuchsarbeit zu engagieren. Zuständig für den Schulfußball, entdeckte er einige Talente wie Bo Larsson oder Staffan Tapper.